# La Chambre de Mariana
La Chambre de Mariana (franz. für „Marianas Kammer“ oder „Zimmer“) ist ein Filmdrama von Emmanuel Finkiel. Der während des Zweiten Weltkriegs spielende Film basiert auf dem Roman Blumen der Finsternis von Aharon Appelfeld und erzählt die Geschichte eines 11-Jährigen, der von seiner Mutter bei der Flucht vor ihrer Deportation einer Jugendfreundin anvertraut wird, die in einem Bordell arbeitet. Hier hört der Junge, versteckt in einer kleinen Kammer, was sich in ihrem Schlafzimmer abspielt. In den Hauptrollen sind der Nachwuchsschauspieler Artem Kyryk, die deutsche Schauspielerin Julia Goldberg und die Französin Mélanie Thierry zu sehen. Der Film feierte Ende Januar 2025 beim Internationalen Filmfestival Rotterdam seine Premiere. Im April 2025 kam er in die französischen Kinos.

## Handlung
Inmitten des Zweiten Weltkriegs im Jahr 1943 im westukrainischen Tschernowitz. Auf der Flucht vor der Deportation aus einem ukrainischen Ghetto vertraut die Jüdin Yulia ihren 11-jährigen Sohn Hugo ihrer Jugendfreundin Mariana an, die als Prostituierte in einem Bordell arbeitet. Dort gehen deutsche Soldaten ein und aus.
Eingesperrt in der kleinen Kammer neben Marianas Schlafzimmer bekommt der Junge vor der Außenwelt nur das mit, was er durch die Wände hören kann. Seine Fantasie macht ihm die Geheimnisse der Sexualität bewusst. Nur manchmal darf Hugo sein Versteck verlassen.

## Literarische Vorlage
Der Film basiert auf dem Roman Blumen der Finsternis des israelischen Schriftstellers Aharon Appelfeld. Er ist teilweise von den eigenen Erfahrungen des Autors inspiriert. Appelfeld wurde 1932 in der Nähe von Tschernowitz geboren. Mit seinen Eltern sprach er Deutsch, mit seinen Großeltern Jiddisch, mit anderen Menschen Ukrainisch. Als Appelfeld acht Jahre alt war, wurde seine Mutter von rumänischen Antisemiten umgebracht und er gemeinsam mit seinem Vater in ein Zwangsarbeitslager verschleppt. Hier wurde er von seinem Vater getrennt. Nachdem ihm die Flucht gelang, versteckte sich Appelfeld zunächst in den Wäldern und begann später auf rumänischen Bauernhöfen zu arbeiten, bevor er sich 1944 den westwärts vorrückenden Truppen der Roten Armee als Küchenjunge anschloss. Erst in den 1950er Jahren erfuhr er vom Überleben seines Vaters. Insgesamt veröffentlichte Appelfeld 46 Romane. Er starb im Januar 2018.

## Produktion

### Filmstab und Besetzung
Regie führte Emmanuel Finkiel, der auch Appelfelds Roman für den Film adaptierte. Seine Vorfahren waren jüdischer Herkunft, und mehrere seiner Verwandten wurden im KZ Auschwitz ermordet. Der Franzose ist bekannt für seine Filme Späte Reise, Unversprochenes Land und La douleur.
Weil der kleine Junge in Appelfelds Roman in einen Schrank gesperrt wird und zwar alles hören kann, was draußen passiert, aber es nicht sehen kann, musste Finkiel bei seiner Adaption Hugos Vorstellung davon, was draußen geschieht, in Bilder verwandeln.
Der Ukrainer Artem Kyryk spielt den 11-jährigen Hugo, die deutsche Schauspielerin Julia Goldberg seine Mutter Yulia und die Französin Mélanie Thierry deren Jugendfreundin Mariana, der sie ihren Sohn anvertraut. Zunächst wollte Finkiel eine ukrainische Schauspielerin für die Titelrolle suchen, wandte sich aber schließlich an Thierry, die bereits in seinen Filmen I Am Not a Bastard und La Douleur spielte. Thierry lernte in Vorbereitung auf die Rolle zwei Jahre lang Ukrainisch. Minou Monfared spielt Hugos Cousine Anna. In weiteren Rollen sind die deutsche Schauspielerin Anastasia Fein als Nacha, die Ukrainerin Olena Khokhlatkina als Viktoria und der Israeli Yona Rozenkier als Hugos Vater zu sehen.

### Filmförderung und Dreharbeiten
Der Film wurde vom Centre du Cinéma et de l´Audiovisuel de la Fédération Wallonie-Bruxelles mit 100.000 Euro unterstützt und von Eurimages mit 475.000 Euro.
Gedreht wurde La Chambre de Mariana nicht, wie geplant, in der Ukraine, wo der Film spielt, sondern in der ungarischen Hauptstadt Budapest, da Russland zwischenzeitlich in das Land einmarschiert war. Kameramann Alexis Kavyrchine war in der Vergangenheit für Filme wie Dann schlaf auch du von Lucie Borleteau, Was dein Herz dir sagt – Adieu ihr Idioten! von Albert Dupontel, Der Wein und der Wind und Das Leben ein Tanz von Cédric Klapisch und Hundschuldig von  Lætitia Dosch tätig.

### Marketing und Veröffentlichung
Die Weltpremiere des Films fand am 31. Januar 2025 beim Internationalen Filmfestival Rotterdam statt. Der Kinostart in Frankreich erfolgte am 23. April 2025. Der erste Trailer wurde wenige Tage zuvor vorgestellt, ein erster längerer Clip bereits einige Wochen zuvor. Der Weltvertrieb liegt bei WestEnd Films.

## Rezeption

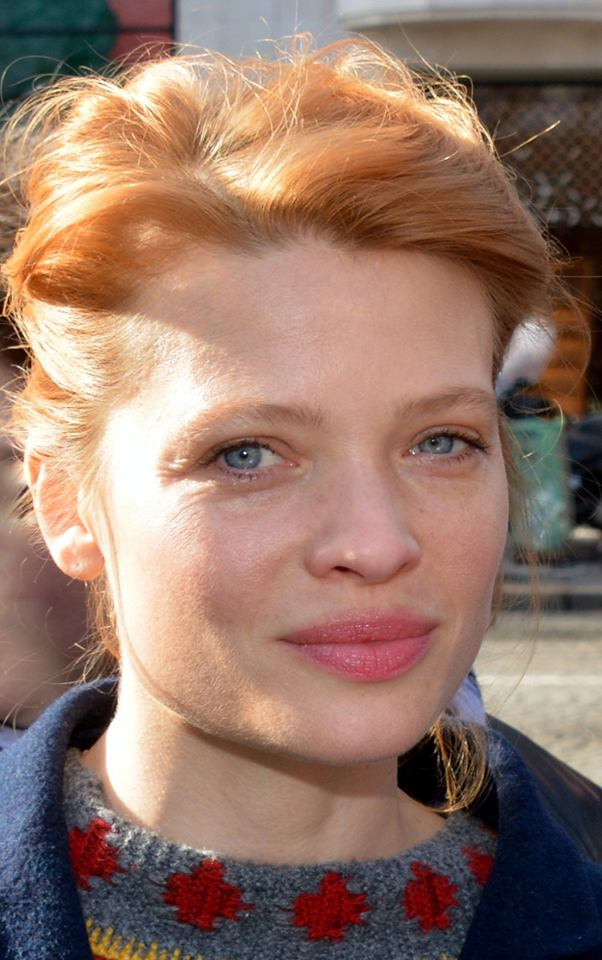
Mélanie Thierry spielt die Prostituierte Mariana

Fabien Lemercier vom Online-Filmmagazin Cineuropa schreibt in seiner Kritik, La Chambre de Mariana sei eine fesselnde künstlerische Leistung, die sich dem Naturalismus verweigert und gleichzeitig mit Märchen und historischen Figuren wie „den Deutschen“ und „den Sowjets“ flirtet. Der Fokus liege dabei auf emotionaler Authentizität, und der einzigartige Film erforsche auf relativ einfühlsame Weise die vielen Facetten einer Psyche, die mit Dingen wie Begehren, der Angst vor Verlassenheit oder dem Überlebensinstinkt  ringt. Dieser unglaublich reiche und symbolträchtige Hintergrund werde durch den Einsatz kontrastierender Lichteffekte durch den hochtalentierten Kameramann Alexis Kavyrchine noch verstärkt. Das Ergebnis sei ein Spielfilm voller Fremdartigkeit, den Zuschauer, die auf derselben geheimen Wellenlänge wie der wunderbar originelle Emmanuel Finkiel liegen, voll und ganz zu schätzen wüssten.
Léa André-Sarreau bemerkt in ihrer Kritik für troiscouleurs.fr, der Film erspüre den Puls des Lebens inmitten aller Verzweiflung. Die zweideutige Darstellung von Mélanie Thierry, die sowohl aufopfernde Madonna als auch quasi-inzestuöse Adoptivmutter ist, trage wesentlich zu diesem faszinierenden Balanceakt bei. Obwohl sie in ihren eigenen Qualen gefangen ist, sei sie es, die den jungen Hugo schließlich aus seinem inneren Gefängnis befreit.